# Somova
Somova é uma comuna romena localizada no distrito de Tulcea, na região de Dobruja. A comuna possui uma área de 144.98 km² e sua população era de 4523 habitantes segundo o censo de 2007.